# Olympische Sommerspiele 1932
| Medaillenspiegel               | Medaillenspiegel   | Medaillenspiegel | Medaillenspiegel | Medaillenspiegel | Medaillenspiegel |
| Platz                          | Land               | G                | S                | B                | Ges.             |
| ------------------------------ | ------------------ | ---------------- | ---------------- | ---------------- | ---------------- |
| 1                              | Vereinigte Staaten | 41               | 32               | 30               | 103              |
| 2                              | Königreich Italien | 12               | 12               | 12               | 36               |
| 3                              | Frankreich         | 10               | 5                | 4                | 19               |
| 4                              | Schweden           | 9                | 5                | 9                | 23               |
| 5                              | Japan              | 7                | 7                | 4                | 18               |
| 6                              | Ungarn             | 6                | 4                | 5                | 15               |
| 7                              | Finnland           | 5                | 8                | 12               | 25               |
| 8                              | Großbritannien     | 4                | 7                | 5                | 16               |
| 9                              | Deutsches Reich    | 3                | 12               | 5                | 20               |
| 10                             | Australien         | 3                | 1                | 1                | 5                |
| …                              | …                  | …                | …                | …                | …                |
| 18                             | Österreich         | 1                | 1                | 3                | 5                |
| 22                             | Schweiz            | –                | 1                | –                | 1                |
| Vollständiger Medaillenspiegel |                    |                  |                  |                  |                  |

Die Olympischen Sommerspiele 1932 (offiziell Spiele der X. Olympiade genannt) fanden vom 30. Juli bis 12. August 1932 in Los Angeles in den USA statt. Die Stadt im Bundesstaat Kalifornien hatte sich schon für 1924 und 1928 beworben. Obgleich das IOC mit den ersten außereuropäischen Spielen in St. Louis im Jahr 1904 keine gute Erfahrung gemacht hatte, bekam Los Angeles trotz großer Bedenken den Zuschlag, da es keine weiteren Kandidaten gab. Davon abgesehen standen die hohen Reisekosten in der wirtschaftlich allgemein schweren Zeit der Weltwirtschaftskrise in der Kritik.

## Höhepunkte
- Obwohl wegen der Weltwirtschaftskrise nur etwa halb so viele Sportler wie vier Jahre zuvor in Amsterdam teilnahmen, da viele Mannschaften die Reise nicht bezahlen konnten, gab es sehr viele große Erfolge und 18 alte Weltrekorde wurden eingestellt oder überboten.
- Erstmals seit 1896 waren die Sommerspiele auf zwei Wochen beschränkt. Bei den dazwischenliegenden Spielen hatten noch jeweils mehrere Monate zwischen der Eröffnungs- und Schlussfeier gelegen.
- Offiziell eröffnet wurden die Sommerspiele durch den US-amerikanischen Vizepräsidenten Charles Curtis. Präsident Herbert Hoover nahm aufgrund der politischen Situation – zwei Tage zuvor war das Protestcamp der Bonus Army in Washington, D.C. gewaltsam aufgelöst worden – nicht an der Eröffnungszeremonie teil.[2] Den Athleteneid sprach der Fechter George Calnan.
- Am olympischen Hockeyturnier nahmen insgesamt nur drei Mannschaften teil. So konnte die USA die Bronzemedaille erringen, obwohl sie alle Spiele verlor (1:24 gegen Indien und 2:9 gegen Japan).

## Herausragende Sportler
- Die 21-jährige Amerikanerin Mildred „Babe“ Didrikson konnte sich für insgesamt fünf Wettbewerbe qualifizieren, durfte aber nur an dreien teilnehmen, von denen sie zwei gewann: Gold im Speerwurf und 80-Meter-Hürdenlauf, sowie Silber im Hochsprung, in den letzten beiden Disziplinen sogar mit Weltrekord. Im Finale des Hochsprungs sprang die überragende US-Athletin mit 1,657 m allerdings genauso hoch wie ihre Teamkollegin Jean Shiley. Die Jury beschloss, Didrikson aufgrund des Sprungstils (Kopf voran) nur den zweiten Platz zuzuweisen. Die beiden Frauen ließen ihre Medaillen später verschmelzen.
- Der 14 Jahre alte Japaner Kusuo Kitamura gewann den Wettbewerb über 1500 Meter Freistil und ist damit der jüngste männliche Athlet, der jemals in einer Sportart eine Goldmedaille gewann.
- Ivar Johansson (Schweden) errang doppeltes Olympiagold im Ringen.
- Gold für Franz und Toni Schmid (Prix olympique d’alpinisme für die Erstbesteigung der Matterhorn-Nordwand).

## Teilnehmer

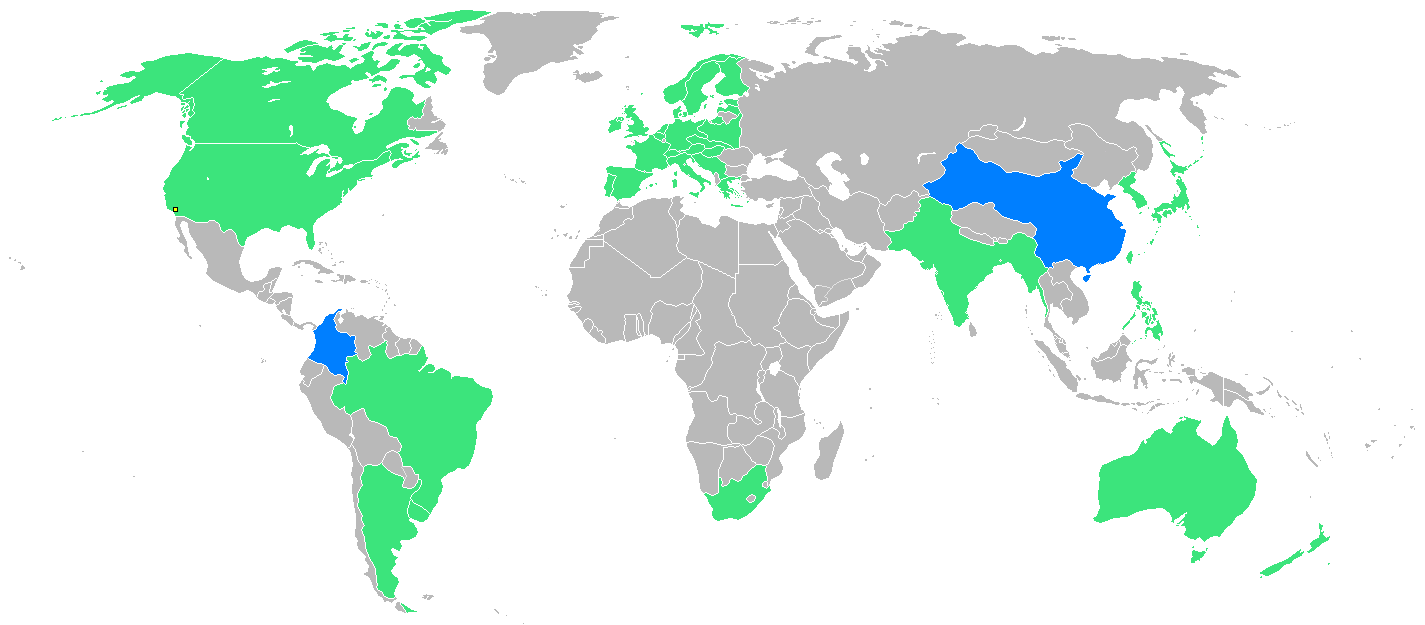
Teilnehmende Nationen: Erstteilnehmende in blau

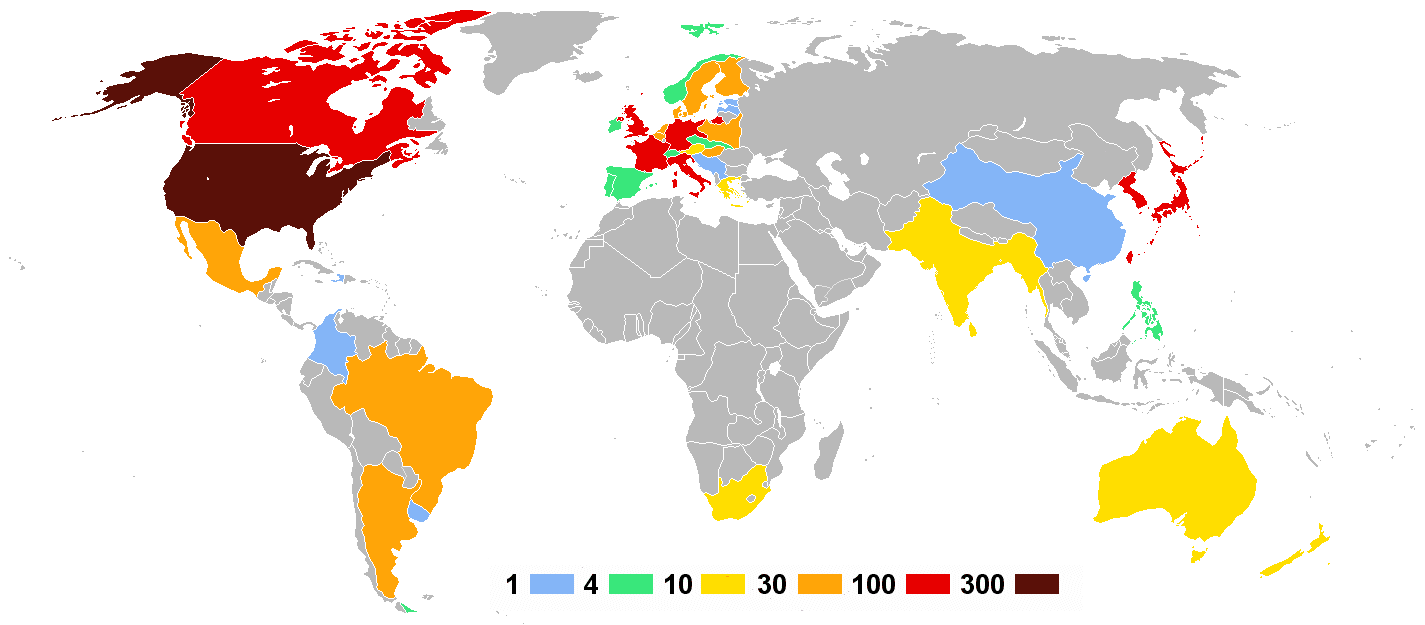
Mannschaftsstärke

Insgesamt nahmen 37 Nationen an den Olympischen Sommerspielen 1932 teil, neun weniger als 1928. Für China und Kolumbien war es die erste Teilnahme überhaupt.
| Amerika (889 Athleten aus 8 Nationen) | Amerika (889 Athleten aus 8 Nationen) | Amerika (889 Athleten aus 8 Nationen)                                                            |
| --- | --- | ------------------------------------------------------------------------------------------------ |
| - Argentinien (32) - Brasilien (59) - Haiti (2) | - Kanada (102) - Kolumbien* (1) - Mexiko (73)                                                                                              | - Uruguay (1) - Vereinigte Staaten (474)                                                         |
| Europa (910 Athleten aus 22 Nationen) | |                                                                                                  |
| - Belgien (36) - Dänemark (43) - Deutsches Reich (134) - Estland (2) - Finnland (40) - Frankreich (103) - Griechenland (10) - Großbritannien (108) | - Irland (16) - Königreich Italien (112) - Jugoslawien (1) - Lettland (2) - Niederlande (45) - Norwegen (5) - Österreich (19) - Polen (51) | - Portugal (6) - Schweden (81) - Schweiz (6) - Spanien (7) - Tschechoslowakei (25) - Ungarn (58) |
| Asien (145 Athleten aus 4 Nationen) | |                                                                                                  |
| - Britisch-Indien (19) - China* (1) | - Japan (117) | - Philippinen (7)                                                                                |
| Ozeanien (33 Athleten aus 2 Nationen) | |                                                                                                  |
| - Australien (12) | - Neuseeland (21) |                                                                                                  |
| Afrika (12 Athleten aus 1 Nation) | |                                                                                                  |
| - Südafrikanische Union (12) | |                                                                                                  |
| (Anzahl der Athleten) *erstmalige Teilnahme an Olympischen Sommerspielen                                                                           | |                                                                                                  |

## Sonstiges

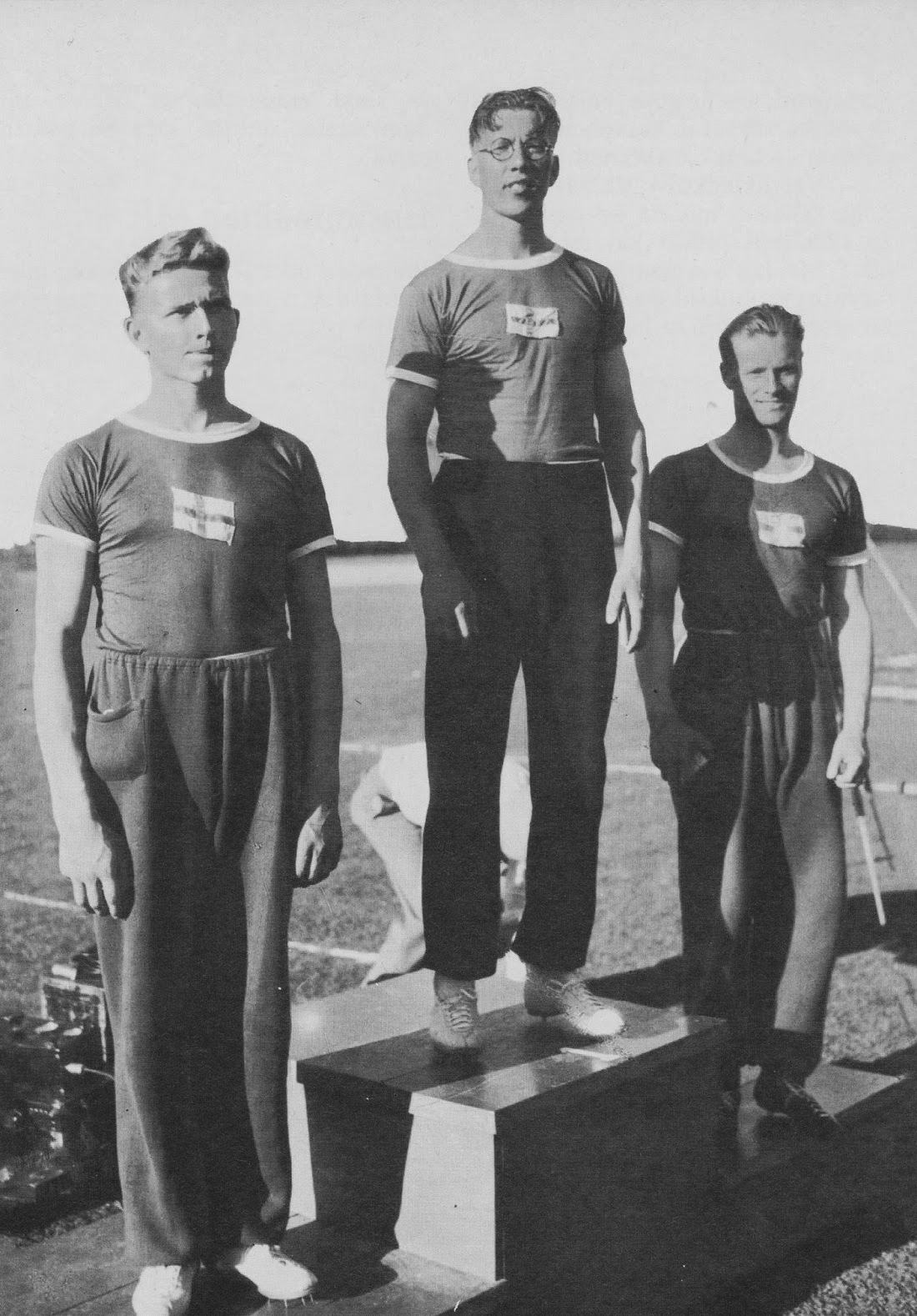
Siegerehrung im Speerwurf mit Siegerpodest

- Zum ersten Mal fanden die Siegerehrungen gleich nach den Wettbewerben statt. Außerdem wurde der dreistufige Siegerpodest bei den Olympischen Sommerspielen eingeführt (das „Siegertreppchen“ ist eine Erfindung von Lake Placid, das im selben Jahr die Winterspiele ausgetragen hatte).
- Erstmals in der Geschichte der Olympischen Sommerspiele wurde ein olympisches Dorf, bestehend aus 550 Häusern, für die männlichen Athleten gebaut – die Frauen waren in Luxushotels untergebracht.
- Paavo Nurmi wurde wegen einer Spesenabrechnung, die ihn seinen Amateurstatus kostete, auf Lebenszeit gesperrt.
- In den Jahren zwischen 1912 und 1948 wurden bei sieben Olympischen Sommerspielen auch Medaillen für künstlerische Leistungen auf 18 Gebieten vergeben. 1932 gab es folgende prämierte Kunstwettbewerbe: Architektonische Entwürfe, städtebauliche Entwürfe, Bildhauerkunst/Plastiken, Medaillen und Plaketten, Malerei und Grafik, Zeichnungen und Aquarelle, sonstige grafische Kunst, Literatur/Dichtung jeder Art, lyrische Werke und Musik (mit den Unterteilungen in Musik jeder Art, Gesangskompositionen, Kompositionen für ein Instrument und Kompositionen für Orchester).
- In Los Angeles wurde zum zweiten Mal nach den Spielen in Chamonix 1924 der olympische Bergsteigerpreis Prix olympique d’alpinisme vergeben.
- Für den Olympiasieger im Ringen Jakob Brendel wurden seine 1000 Mark Reisegeld zu Hause in Nürnberg privat gesammelt.
- Die Sommerspiele 1932 brachten verschiedene Neuerungen: elektrische Zeitmessung mit Startpistolen, die Stoppuhr und Zielfoto auslösten; Fahnen und Hymnen sowie die Anwesenheit der Boxringrichter zwischen den Seilen und nicht wie bisher üblich außerhalb des Ringes.
- Die Ruderwettkämpfe fanden im neu erbauten Long Beach Marine Stadium statt, der ersten künstlich angelegten Wettkampfstätte für Ruderwettbewerbe in den Vereinigten Staaten.[4]
- Stanisława Walasiewicz, die den 100-Meter-Lauf der Frauen gewann, war intersexuell. Dies wurde aber erst 1980 bei ihrer Obduktion festgestellt.
- Mit Smoky, einem Mischlingshund, gab es erstmals ein Olympiamaskottchen.

## Wettkampfprogramm
Es wurden 116 Wettbewerbe (98 für Männer, 14 für Frauen und 4 offene Wettbewerbe) in 14 Sportarten/20 Disziplinen ausgetragen. Das waren 7 Wettbewerbe mehr aber gleich viele Sportarten/Disziplinen wie in Amsterdam 1928. Nachfolgend die Änderungen im Detail:
- Fußball entfiel in Los Angeles 1932.
- In der Leichtathletik wurde das Programm für die Männer um das 50-km-Gehen erweitert – bei den Frauen wurden die 80 m Hürden und der Speerwurf hinzugefügt. Die 800 m der Frauen entfiel wieder nach der Premiere in Amsterdam 1928.
- Im Gewichtheben wurde die Gewichtsklasse Weltergewicht für Männer hinzugefügt.
- Schießen war nach einer Pause in Amsterdam 1928 mit den beiden Männerklassen Schnellfeuerpistole und Kleinkalibergewehr liegend 50 m wieder im olympischen Programm.
- Beim Segeln wurden die beiden offenen Klassen Snowboard und Star hinzugefügt – die offene 12-Fuß-Jolle entfiel.
- Im Gerätturnen entfiel für die Männer der Mannschaftsmehrkampf – bei den Männern wurden der Boden, Keulenschwingen, Tauhangeln und Tumbling hinzugefügt.

### Olympische Sportarten/Disziplinen
- Boxen Gesamt (8) = Männer (8)
- Fechten Gesamt (7) = Männer (6)/Frauen (1)
- Gewichtheben Gesamt (5) = Männer (5)
- Hockey Gesamt (1) = Männer (1)
- Leichtathletik Gesamt (29) = Männer (23)/Frauen (6)
- Moderner Fünfkampf Gesamt (1) = Männer (1)
- Radsport
  -  Bahn Gesamt (4) = Männer (4)
  -  Straße Gesamt (2) = Männer (2)
- Reiten
  -  Dressur Gesamt (2) = Männer (2)
  -  Springen Gesamt (1) = Männer (1)
  -  Vielseitigkeit Gesamt (2) = Männer (2)
- Ringen
  -  Freistil Gesamt (7) = Männer (7)
  -  Griechisch-römisch Gesamt (7) = Männer (7)
- Rudern Gesamt (7) = Männer (7)
- Schießen Gesamt (2) = Männer (2)
- Schwimmsport
  -  Schwimmen Gesamt (11) = Männer (6)/Frauen (5)
  -  Wasserball Gesamt (1) = Männer (1)
  -  Wasserspringen Gesamt (4) = Männer (2)/Frauen (2)
- Segeln Gesamt (4) = Offen (4)
- Turnen Gesamt (11) = Männer (11)

Anzahl der Wettkämpfe in Klammern

### Zeitplan
| Zeitplan                  | Zeitplan           | Zeitplan | Zeitplan | Zeitplan | Zeitplan | Zeitplan | Zeitplan | Zeitplan | Zeitplan | Zeitplan | Zeitplan | Zeitplan | Zeitplan | Zeitplan | Zeitplan | Zeitplan | Zeitplan | Zeitplan           |  |
| Disziplin                 | Disziplin          | Sa. 30.  | So. 31.  | Mo. 1.   | Di. 2.   | Mi. 3.   | Do. 4.   | Fr. 5.   | Sa. 6.   | So. 7.   | Mo. 8.   | Di. 9.   | Mi. 10.  | Do. 11.  | Fr. 12.  | Sa. 13.  | So. 14.  | Ent- schei- dungen |  |
| Disziplin                 | Disziplin          | Juli     | Juli     | August   | August   | August   | August   | August   | August   | August   | August   | August   | August   | August   | August   | August   | August   | Ent- schei- dungen |  |
| ------------------------- | ------------------ | -------- | -------- | -------- | -------- | -------- | -------- | -------- | -------- | -------- | -------- | -------- | -------- | -------- | -------- | -------- | -------- | ------------------ |  |
| Eröffnungsfeier           |                    |          |          |          |          |          |          |          |          |          |          |          |          |          |          |          |          |                    |  |
| Boxen                     | Boxen              |          |          |          |          |          |          |          |          |          |          |          |          |          |          | 8        |          | 8                  |  |
| Fechten                   | Fechten            |          |          | 1        |          |          | 2        |          |          | 1        |          | 1        |          | 1        |          | 1        |          | 7                  |  |
| Gewichtheben              | Gewichtheben       | 2        | 3        |          |          |          |          |          |          |          |          |          |          |          |          |          |          | 5                  |  |
| Hockey                    | Hockey             |          |          |          |          |          |          |          |          |          |          |          |          | 1        |          |          |          | 1                  |  |
| Leichtathletik            | Leichtathletik     |          | 4        | 3        | 4        | 5        | 4        | 2        | 2        | 5        |          |          |          |          |          |          |          | 29                 |  |
| Moderner Fünfkampf        | Moderner Fünfkampf |          |          |          |          |          |          |          | 1        |          |          |          |          |          |          |          |          | 1                  |  |
| Radsport                  | Bahn               |          |          | 1        |          | 3        |          |          |          |          |          |          |          |          |          |          |          | 4                  |  |
| Radsport                  | Straße             |          |          |          |          |          | 2        |          |          |          |          |          |          |          |          |          |          | 2                  |  |
| Reitsport                 | Dressur            |          |          |          |          |          |          |          |          |          |          |          | 2        |          |          |          |          | 2                  |  |
| Reitsport                 | Springen           |          |          |          |          |          |          |          |          |          |          |          |          |          |          |          | 1        | 1                  |  |
| Reitsport                 | Vielseitigkeit     |          |          |          |          |          |          |          |          |          |          |          |          |          |          | 2        |          | 2                  |  |
| Ringen                    | Freistil           |          |          |          |          | 7        |          |          |          |          |          |          |          |          |          |          |          | 7                  |  |
| Ringen                    | Griech.-röm.       |          |          |          |          |          |          |          |          | 7        |          |          |          |          |          |          |          | 7                  |  |
| Rudern                    | Rudern             |          |          |          |          |          |          |          |          |          |          |          |          |          |          | 7        |          | 7                  |  |
| Schießen                  | Schießen           |          |          |          |          |          |          |          |          |          |          |          |          |          | 1        | 1        |          | 2                  |  |
| Schwimmsport              | Schwimmen          |          |          |          |          |          |          |          |          | 1        | 1        | 2        | 1        | 1        | 2        | 3        |          | 11                 |  |
| Schwimmsport              | Wasserball         |          |          |          |          |          |          |          |          |          |          |          |          |          |          | 1        |          | 1                  |  |
| Schwimmsport              | Wasserspringen     |          |          |          |          |          |          |          |          |          | 1        |          | 1        |          | 1        | 1        |          | 4                  |  |
| Segeln                    | Segeln             |          |          |          |          |          |          |          |          |          | 1        | 1        |          |          | 2        |          |          | 4                  |  |
| Turnen                    | Turnen             |          |          |          |          |          |          |          |          |          | 1        | 1        | 5        | 2        | 2        |          |          | 11                 |  |
| Schlussfeier              |                    |          |          |          |          |          |          |          |          |          |          |          |          |          |          |          |          |                    |  |
| Demonstrationswettbewerbe |                    |          |          |          |          |          |          |          |          |          |          |          |          |          |          |          |          |                    |  |
| American Football         |                    |          |          |          |          |          |          |          |          |          |          |          |          |          |          |          |          |                    |  |
| Lacrosse                  |                    |          |          |          |          |          |          |          |          |          |          |          |          |          |          |          |          |                    |  |
| Entscheidungen            | Entscheidungen     | 2        | 7        | 5        | 4        | 15       | 8        | 2        | 3        | 14       | 4        | 5        | 9        | 5        | 8        | 24       | 1        | 116                |  |
|                           |                    | Sa. 30.  | So. 31.  | Mo. 1.   | Di. 2.   | Mi. 3.   | Do. 4.   | Fr. 5.   | Sa. 6.   | So. 7.   | Mo. 8.   | Di. 9.   | Mi. 10.  | Do. 11.  | Fr. 12.  | Sa. 13.  | So. 14.  |                    |  |
| Juli                      | Juli               | August   | August   | August   | August   | August   | August   | August   | August   | August   | August   | August   | August   | August   | August   |          |          |                    |  |

Farblegende

Es wurden neun Kunstwettbewerbe ausgetragen.

## Demonstrationssportarten
- American Football
- Lacrosse

An beiden Turnieren nahmen nur zwei Mannschaften teil
| Lacrosse          | USA – Kanada                      | 2:1 in Best of three (5:3 4:5 7:4) |
| American Football | Team West (USA) – Team East (USA) | 7:6                                |

## Gegenveranstaltungen
Als kommunistische Gegenveranstaltungen zu den Olympischen Sommerspielen von Los Angeles fanden 1932 in Lyon eine nationale Spartakiade und in Chicago unter dem Titel International Workers Athletic Meet eine von der Communist Party USA geförderte Sportveranstaltung statt.